# Монасют-Одирак
Монасю́т-Одира́к (фр. Monassut-Audiracq) — коммуна во Франции, находится в регионе Аквитания. Департамент — Атлантические Пиренеи. Входит в состав кантона Тер-де-Люи и Кото-дю-Вик-Бий. Округ коммуны — По.
Код INSEE коммуны — 64389.

## География
Коммуна расположена приблизительно в 640 км к югу от Парижа, в 165 км южнее Бордо, в 20 км к северо-востоку от По.

### Климат
Климат тёплый океанический. Зима мягкая, средняя температура января — от +5°С до +13°С, температуры ниже −10 °C бывают редко. Снег выпадает около 15 дней в году с ноября по апрель. Максимальная температура летом порядка 20-30 °C, выше 35 °C бывает очень редко. Количество осадков высокое, порядка 1100 мм в год. Характерна безветренная погода, сильные ветры очень редки.

## Население
Население коммуны на 2010 год составляло 347 человек.
| 1962 | 1968 | 1975 | 1982 | 1990 | 1999 | 2010 |
| ---- | ---- | ---- | ---- | ---- | ---- | ---- |
| 271  | 262  | 317  | 321  | 289  | 309  | 347  |

## Администрация
| Период | Период | Фамилия      | Партия | Примечания |
| ------ | ------ | ------------ | ------ | ---------- |
| 1995   | 2001   | Жан-Луи Мура |        |            |
| 2001   | 2020   | Тьерри Клуте |        |            |

## Экономика
В 2010 году среди 212 человек трудоспособного возраста (15-64 лет) 160 были экономически активными, 52 — неактивными (показатель активности — 75,5 %, в 1999 году было 71,5 %). Из 160 активных жителей работали 147 человек (75 мужчин и 72 женщины), безработных было 13 (6 мужчин и 7 женщин). Среди 52 неактивных 14 человек были учениками или студентами, 24 — пенсионерами, 14 были неактивными по другим причинам.

## Достопримечательности
- Церковь Св. Мартина (XIX век)[4]
- Средневековая церковь Успения Пресвятой Богородицы[5]

## Фотогалерея
- Монасют-Одирак
- Монасют-Одирак
- Церковь Св. Мартина
- Мэрия